# Platypelis tetra
Platypelis tetra är en groddjursart som beskrevs av Andreone, Fenolio och Mark E. Walvoord 2003. Platypelis tetra ingår i släktet Platypelis och familjen Microhylidae. IUCN kategoriserar arten globalt som starkt hotad. Inga underarter finns listade i Catalogue of Life.